# Hochwassermanagement
Mit dem Hochwassermanagement wird der Begriff des Hochwasserschutzes wesentlich erweitert; Hochwassermanagement (an Fließgewässern) trägt modernen Erkenntnissen Rechnung:
- Hochwasser sind natürliche, selbstverständliche Ereignisse, die nicht vermeidbar sind.
- Die katastrophalen Folgen von Hochwasserereignissen entstehen erst durch die Besiedlung von Flächen, die der natürlichen Überflutung dienen.
- Technische Schutzmaßnahmen dieser besiedelten Flächen bringen nur scheinbare Sicherheit, denn sie schützen nur bis zu einer geplanten Grenze (dem Bemessungshochwasser), das aber immer überschritten werden kann.
- Wird dieses Bemessungshochwasser überschritten, sind die Schäden hinter den überfluteten Deichen oft extrem hoch.
- Technische Schutzmaßnahmen wirken nur lokal begrenzt, häufig verschärfen sie die Hochwassersituation weiter flussabwärts.

Die wichtigsten Elemente verdeutlicht diese Übersicht:

Wichtige Strategien des Hochwassermanagements sind:

## Hochwasserflächenmanagement
Im Rahmen eines Hochwasserflächenmanagements wird im Rahmen der Flächenvorsorge eine Sicherung von hochwassergefährdeten Flächen vorgenommen. Eine angepasste Nutzung der Flächen wird angestrebt. Dies setzt in der Regel umfassende Informationen über die Hochwassergefahr voraus, die heute über Hochwassergefahrenkarten zur Verfügung gestellt werden können.
Mit dem Erhalt oder (soweit möglich) mit der Wiederherstellung von Retentionsräumen wird der Wasserrückhalt in der Fläche verbessert. In heute besiedelten Flächen ist diese Wiederherstellung meist nicht mehr möglich, jedoch kann hier durch die Beseitigung von versiegelten Flächen die Versickerungsfähigkeit der Böden verbessern werden.

## Technisch-infrastruktureller Hochwasserschutz
Vorhandene Infrastrukturen können durch Profilerweiterungen und den Bau von Deichen, Dämmen und Hochwasserrückhaltebecken vor Hochwasser eines geplanten Wasserstandes geschützt werden.

## Hochwasservorsorge
Durch Anpassung der Bauweise und der baulichen Anlagen kann im Rahmen der „Bauvorsorge“ die Schadenshöhe im Hochwasserfall deutlich gemindert werden.
Durch die „Verhaltensvorsorge“, d. h., durch Hochwasservorhersagen, durch Hochwasserwarnungen und durch planvolles Handeln während des Hochwassers (Alarm- und Einsatzpläne) können Schäden ebenfalls verringert werden, ebenso durch wiederholte Katastrophenschutzübungen.
Für eventuell Betroffene besteht darüber hinaus die Möglichkeit, durch finanzielle Risikovorsorge (Elementarschadenversicherung) die persönlichen Folgen der Schäden in erträglichen Grenzen zu halten.